# Побочный эффект (фильм, 2013)
«Побочный эффект» (англ. Side Effects) — психологический триллер режиссёра Стивена Содерберга по сценарию Скотта Бёрнса. В главных ролях — Руни Мара и Джуд Лоу. Премьера в США состоялась 8 февраля 2013 года, в России — 28 февраля 2013 года.
Фильм участвовал в основной конкурсной программе 63-го Берлинского кинофестиваля.

## Сюжет
Мартин Тейлор выходит из тюрьмы после четырёх лет заключения за использование внутренней информации. Через несколько дней его жена Эмили на машине врезается в стену, пытаясь покончить с собой. В больнице её обследует психиатр Джонатан Бэнкс, который опасается за её психическое здоровье и соглашается отпустить Эмили с условием, что она будет регулярно ходить к нему на приём.
Эмили пробует несколько антидепрессантов, но ни один из них не работает. Джонатан связывается с доктором Викторией Сиберт, бывшим психиатром Эмили, которая рекомендует новый препарат под названием «Абликса». Хотя у Джонатана есть сомнения по поводу экспериментального лекарства, они пропадают после повторной попытки Эмили покончить с жизнью прыжком под поезд метро. «Абликса» работает, и Эмили начинает жить нормальной жизнью, не считая случаев сомнамбулизма, в состоянии которого она однажды убивает своего мужа кухонным ножом.
Во время суда Джонатан пытается убедить присяжных, что Эмили невиновна, но при этом его карьера терпит крах, так как все считают его виновным, поскольку именно он назначил препарат. Эмили соглашается на признание невменяемости, и её определяют в психиатрическую больницу вместо тюрьмы до тех пор, пока психиатр, то есть Джонатан, не признает её здоровой.
Несмотря на конец карьеры и распад семьи, Джонатан намерен докопаться до правды. Постепенно он узнаёт о сговоре Эмили и Виктории. Он вкалывает Эмили плацебо под видом сыворотки правды, и под действием плацебо Эмили засыпает. Джонатан понимает, что Эмили абсолютно здорова и симулирует свою депрессию.
После того, как Джонатан разговаривает с Викторией о своих подозрениях, она посылает его жене фотографии, намекающие на роман между ним и Эмили. Жена уходит с сыном. В ответ Джонатан как психиатр Эмили запрещает контакт между ней и Викторией и убеждает каждую, что он работает на другую.
Эмили рассказывает всю правду: она возненавидела мужа после его ареста, обвиняя его в том, что они потеряли своё состояние. Она соблазнила Викторию, и они начали романтические отношения. Эмили рассказала Виктории о финансовых махинациях, о которых узнала от Мартина; в ответ Виктория научила Эмили притворяться психически неуравновешенной. Их план состоял в том, чтобы подделать побочные эффекты «Абликсы» и заработать на падении акций производителя и возрастании акций конкурента.
Джонатан соглашается освободить Эмили, если она сдаст Викторию властям. Эмили едет к Виктории с микрофоном под одеждой, соблазняет, и та подтверждает своё участие в этих преступлениях. Викторию арестовывают, но Эмили по законам США не могут дважды обвинить в одном и том же преступлении. Джонатан придумывает, как заставить Эмили поплатиться за её роль во всём этом. Он выписывает ей препараты с серьёзными побочными эффектами, угрожая ей упрятать её обратно в психлечебницу, если она откажется. В ярости Эмили начинает кричать о том, что она сделала, чтобы её не посадили в тюрьму. За дверью ждут мать Мартина, адвокат Эмили и полиция. Эмили возвращают в психиатрическую больницу.
Джонатан вновь счастлив с семьёй, а Эмили находится в психбольнице и в апатии смотрит в окно.

## В ролях
| Актёр             | Роль                   | Дубляж                |
| ----------------- | ---------------------- | --------------------- |
| Руни Мара         | Эмили Тейлор           | Екатерина Буцкая      |
| Джуд Лоу          | доктор Джонатан Бэнкс  | Андрей Саминин        |
| Кэтрин Зета-Джонс | доктор Виктория Сиберт | Наталья Романько      |
| Ченнинг Тейтум    | Мартин Тейлор          | Дмитрий Гаврилов      |
| Винесса Шоу       | Дейдра Бэнкс           | Екатерина Брайковская |
| Элизабет Родригес | фармацевт              | н/д                   |
| Энн Дауд          | мать Мартина           | н/д                   |
| Скотт Шеперд      | детектив               | н/д                   |

## Создание
Фильм «Побочный эффект», ранее имевший название «Горькая пилюля» (The Bitter Pill), снят Стивеном Содербергом, спродюсирован Лоренцо Ди Бонавентурой, Грегори Джейкобсом и Скоттом Бёрнсом, который также написал сценарий. В январе 2012 года поступило сообщение, что фильм будет производиться Annapurna Pictures Через несколько недель Annapurna Pictures ушла из проекта и финансированием фильма стала заниматься Endgame Entertainment..
Съёмки начались 5 апреля 2012 года в Нью-Йорке. Первые фотографии со съёмок появились 10 апреля 2012 года.
«Побочный эффект» мог стать последней киноработой режиссёра Стивена Содерберга, заявившего о своём уходе из кино. Это вызвало ещё больший интерес к картине, представленной в основном конкурсе Берлинского кинофестиваля.
Кассовые сборы фильма составили по разным данным от 63 до 66 млн долларов.

### Кастинг
Первоначально главную женскую роль должна была играть Блейк Лайвли. Однако позже стало известно, что её заменит Руни Мара. 24 января 2012 роль доктора Виктории Сиберт получила Кэтрин Зета-Джонс.

## Критика
На агрегаторе Rotten Tomatoes фильм имеет 82%-й рейтинг с «сертификатом свежести», выведенный на основании 217 рецензий. Критический консенсус сайта гласит: «Умный и искусный триллер со множеством тревожных поворотов, „Побочный эффект“ — ещё одна уверенная работа режиссёра Стивена Содерберга». На агрегаторе Metacritic рейтинг фильма составил 75 баллов из 100 на основании 40 рецензий.